# Cucina di Pulcinella
Cucina di Pulcinella è un dipinto di Giambattista Tiepolo realizzato tra il 1760 e il 1770. Fa parte della collezione Cailleux di Parigi ed è il pendant di Pulcinella colpevole.